# Oscar Hans
Pour les articles homonymes, voir Hans.
Ne doit pas être confondu avec Oscar Han.
Oscar Hans, né le 6 février 1910 à Volmerange-lès-Boulay en Lorraine (alors dans l'Empire allemand), mort à une date inconnue, est un criminel de guerre allemand, commandant d'un SS-Sonderkommando pendant l'occupation de la Norvège par le Troisième Reich.
Oscar Hans a commandé l'exécution de plus de 300 personnes au cours du conflit, dont 195 personnes exécutées dans le bois de Trandumskogen (en) à Ullensaker.
Son premier crime a été les exécutions de Viggo Hansteen et de Rolf Wickstrøm en septembre 1941 après leur passage en cour martiale des suites de la grève du lait à Oslo. 
Après guerre, il a d'abord été condamné à mort, mais il fit appel de sa condamnation. La Cour suprême de Norvège a alors conclu qu'il ne pouvait pas avoir eu connaissance des traités[Lesquels ?] en violation desquels il a agi. La Cour suprême ordonne son expulsion de Norvège.
Il est plus tard jugé par un tribunal militaire britannique à Hambourg pour l'exécution de six prisonniers de guerre britanniques. Le procès a lieu entre le 18 et le 22 août 1948. Oscar Hans est à nouveau condamné à mort, peine qui sera toutefois commuée à 15 ans de prison,. Il est libéré en avril 1954,.